# Мирово (дем Кукуш)
Вижте пояснителната страница за други значения на Мирово.
Мѝрово (на гръцки: Ελληνικό, Елинико, катаревуса: Ελληνικόν, Елиникон, до 1927 година Μύροβον, Мировон) е село в Егейска Македония, Гърция, дем Кукуш (Килкис) на административна област Централна Македония. Мирово има население от 166 души, според преброяването от 2001 година.

## География
Селото се намира в планината Карадаг (Мавровуни) в южното подножие на Манастиртепе.

## История

### В Османската империя
В XIX век Мирово е село в каза Аврет Хисар (Кукуш) на Османската империя. В „Етнография на вилаетите Адрианопол, Монастир и Салоника“, издадена в Константинопол в 1878 година и отразяваща статистиката на населението от 1873 година, Мирово (Mirovo) е показано като село с 30 домакинства и 32 жители мюсюлмани и 75 жители българи. Според статистиката на Васил Кънчов („Македония. Етнография и статистика“) в 1900 година селото има 350 жители, от които 60 жители българи християни и 290 турци. През юни 1903 година всички християни в Мирово са под ведомството на Българската екзархия.

### В Гърция
Селото остава в Гърция след Междусъюзническата война в 1913 година. Част от населението му се изселва в България и на негово място са настанени гърци бежанци. В 1926 година селото е прекръстено на Елиникон, но официално смяната влиза в регистрите в следващата 1927 година. В 1928 година Мирово е изцяло бежанско село с 32 семейства и 124 жители бежанци.
От 1918 до 1921 година в Мирово, Морарци и Алексово служи униатският свещеник Атанас Иванов. След 1919 година част от униатските жители на селото се установяват край Гара Левуново, където основават село Делчево, днес Ново Делчево.
| Име          | Име          | Ново име        | Ново име        | Описание                     |
| ------------ | ------------ | --------------- | --------------- | ---------------------------- |
| Коджа махала | Κοτζά Μαχαλά | Мегали Синикия  | Μεγάλη Συνοικία | бивше село на СИ от Мирово   |
| Дукуслу      | Ντουκουσλού  | Енея Халасмата  | Έννέα Χαλάσματα | местност на СИ от Мирово     |
| Кюлахли      | Κιούλελη     | Родонес         | Ροδώνες         | бивше село на СИ от Мирово   |
| Бурсали      | Μουρσαλή     | Фотино Рема     | Φωτεινό Ρέμμα   | река                         |
| Кьорчалик    | Κιορτσαλίκ   | Крифа Халасмата | Κρυφά Χαλάσματα | местност на СИ от Мирово     |
| Кюлели       | Κιούλελη     | Родорема        | Ροδόρεμα        | река                         |
| Оруч Обаси   | Οροντζόμπαση | Ксиладес        | Ξυλάδες         | бивше село на СИ от Мирово   |
| Паца         | Πατσό        | Мандра          | Μάνδρα          | връх на СИ от Мирово (786 m) |